# Orleix
Orleix är en kommun i departementet Hautes-Pyrénées i regionen Occitanien i sydvästra Frankrike. Kommunen ligger i kantonen Aureilhan som tillhör arrondissementet Tarbes. År 2022 hade Orleix 1 929 invånare.

## Befolkningsutveckling
Antalet invånare i kommunen Orleix
| Referens: INSEE |